# Josef Ettlinger
Josef Ettlinger (Karlsruhe, 22 ottobre 1869 – Francoforte, 2 febbraio 1912) è stato un filologo, critico letterario e traduttore tedesco.

## Biografia
Inizialmente studiò musica, ma col passare del tempo diventò sordo quindi si dedicò alla filologia. Conseguì il dottorato nel 1891 con una tesi sul poeta slesiano del XVII secolo Christian Hofmann von Hofmannswaldau e successivamente intraprese una carriera di successo nell'editoria. Ettlinger fu il direttore di Das literarische Echo, una rivista letteraria bimestrale.

## Opere
- Christian Hofman von Hofmanswaldau. Ein Beitrag zur Literaturgeschichte des siebzehnten Jahrhunderts (1891)
- Benjamin Constant. Der Roman eines Lebens.